# Tourte (plat)
Pour les articles homonymes, voir Tourte.
Une tourte est un plat cuit et servi dans une enveloppe de pâte, faite d'un fond de tarte, garnie d'une préparation sucrée ou salée (à base de viande(s), de légumes...), et recouverte d'une abaisse de pâte à tarte. La tourte constitue, à l'instar des galettes, un plat de base dans de multiples régions et sous diverses formes, elle connaît un grand nombre de spécialités, et d’appellations, selon les terroirs.

## Histoire

### Antiquité
Les premières tourtes se présentaient sous la forme de gâteaux croûtés plats, ronds ou de forme libre, appelés galettes, constitués d'une croûte d'avoine, de blé, de seigle ou d'orge moulus contenant du miel. Ces galettes sont devenues une forme de pâtisserie sucrée ou de dessert, dont on trouve des traces sur les murs de la tombe du pharaon Ramsès II, qui a régné de 1304 à 1237 avant J.-C., dans la Vallée des Rois. Quelque temps avant 2000 avant J.-C., une recette de tourte au poulet a été écrite sur une tablette à Sumer.
On pense que les Grecs anciens sont à l'origine de la pâte à tarte. Dans les pièces d'Aristophane (Ve siècle av. J.-C.), il est fait mention de sucreries, notamment de petites pâtisseries fourrées aux fruits. On ne sait rien de la pâte utilisée, mais les Grecs ont certainement reconnu le métier de pâtissier comme distinct de celui de boulanger (lorsque de la graisse est ajoutée à une pâte farine-eau, elle devient une pâtisserie).
Les Romains fabriquaient une pâte ordinaire à base de farine, d'huile et d'eau pour couvrir les viandes et les volailles qui étaient cuites au four, ce qui permettait de conserver les jus de cuisson. L'approche romaine consistant à recouvrir « […] les oiseaux ou les jambons avec de la pâte » a été considérée comme une tentative d'empêcher la viande de se dessécher pendant la cuisson plutôt que comme une véritable tourte au sens moderne (la couverture n'était pas destinée à être mangée . Une pâte plus riche, destinée à être consommée, était utilisée pour confectionner de petits pâtés contenant des œufs ou des petits oiseaux, qui faisaient partie des mets mineurs servis lors des banquets. La première référence écrite à une tourte romaine concerne une pâte de seigle qui était remplie d'un mélange de fromage de chèvre et de miel.
Le livre de cuisine romain du Ier siècle, Apicius, mentionne à plusieurs reprises des recettes impliquant un moule à tarte. En 160 avant J.-C., l'homme d'État romain Marcus Porcius Cato (234-149 avant J.-C.), qui a écrit De agri cultura, note la recette de la tourte/gâteau la plus populaire appelée placenta. Également appelé libum par les Romains, ce gâteau ressemblait davantage à un gâteau au fromage moderne sur une base de pâte, souvent utilisé comme offrande aux dieux. Avec le développement de l'Empire romain et l'efficacité de ses transports routiers, la cuisine des tourtes s'est répandue dans toute l'Europe. Les riches Romains combinaient de nombreux types de viandes dans leurs tourtes, y compris des moules et d'autres fruits de mer. Les pâtissiers romains utilisaient généralement des huiles végétales, comme l'huile d'olive, pour fabriquer leur pâte.
Les tourtes sont restées un aliment de base pour les voyageurs et les travailleurs des pays plus froids d'Europe du Nord, avec des variations régionales basées sur les viandes disponibles localement, ainsi que sur les cultures céréalières locales. Dans ces pays plus froids, le beurre et le saindoux étaient les principales matières grasses utilisées, ce qui signifiait que les cuisiniers créaient des pâtes qui pouvaient être roulées à plat et moulées en différentes formes. Le cornish pasty est une adaptation de la tourte aux besoins alimentaires quotidiens d'un ouvrier. La première référence aux pyes en tant qu'aliments apparaît en Angleterre (dans un contexte latin) dès le XIIe siècle, mais il n'est pas certain qu'il s'agisse de tourtes cuites.

### Moyen Âge
À l'époque médiévale, les tourtes étaient généralement des tourtes salées à la viande faites avec « […] du bœuf, de l'agneau, du canard sauvage, du pigeon — épicées avec du poivre, des groseilles ou des dattes ». Les cuisiniers médiévaux n'avaient qu'un accès limité aux fours en raison de leur coût de construction et de la nécessité de disposer d'un approvisionnement abondant en combustible. Comme les tourtes pouvaient être facilement cuites sur un feu ouvert, la plupart des cuisiniers ont pu les préparer plus facilement. En même temps, en s'associant à un boulanger, le cuisinier pouvait se concentrer sur la préparation de la garniture. Les premières recettes de tourtes font référence à des coffyns (le couffin utilisé en réalité pour désigner un panier ou une boîte), avec des côtés droits et fermés et un dessus ; les tourtes à dessus ouvert étaient appelées trappes[réf. souhaitée]. La pâte durcie qui en résultait n'était pas nécessairement consommée, sa fonction étant de contenir la garniture pour la cuisson et de la conserver, bien qu'il soit impossible de prouver que les serviteurs aient pu la manger une fois que leurs maîtres avaient mangé la garniture. C'est peut-être aussi la raison pour laquelle les premières recettes mettent l'accent sur la garniture plutôt que sur la croûte qui l'entoure, ce qui a conduit à l'utilisation de croûtes à tourte en faïence réutilisables qui réduisaient l'utilisation de farine coûteuse. Les croûtes à tourte médiévales étaient souvent cuites en premier, pour créer un pot de pâte cuite avec une croûte supérieure amovible, d'où le nom de « tarte au pot ».
La première référence sans équivoque à la tourte dans une source écrite remonte au XIVe siècle (Oxford English Dictionary sb pie). La consommation de tourtes maigres pendant les périodes de fête est une tradition qui remonte au XIIIe siècle, lorsque les croisés de retour au pays ont apporté des recettes de tourtes contenant « des viandes, des fruits et des épices ». Certaines tourtes contenaient des lapins, des grenouilles, des corbeaux et des pigeons cuits. En 1390, le livre de cuisine anglais A Forme of Cury contenait une recette de « tourtes de chair », qui comprenait un mélange haché de « porc, d'œufs durs et de fromage » mélangé à des « épices, du safran et du sucre ». Au XIVe siècle, le chef français Taillevent demandait aux boulangers de « créneler » les fonds de tourte et de les « renforcer pour qu'ils puissent supporter la viande » ; l'une de ses tourtes était suffisamment haute pour ressembler à la maquette d'un château, une illusion renforcée par des bannières miniatures pour les nobles présents à l'événement.
L'Angleterre médiévale avait une première forme de tartes sucrées, mais elles étaient appelées tartes et les tartes aux fruits n'étaient pas sucrées, parce que le sucre était un « symbole de richesse » rare et coûteux. Au Moyen Âge, une tarte pouvait avoir un certain nombre d'éléments comme garniture, mais une pâtisserie n'avait qu'une seule garniture.

### XVeauXXIesiècle

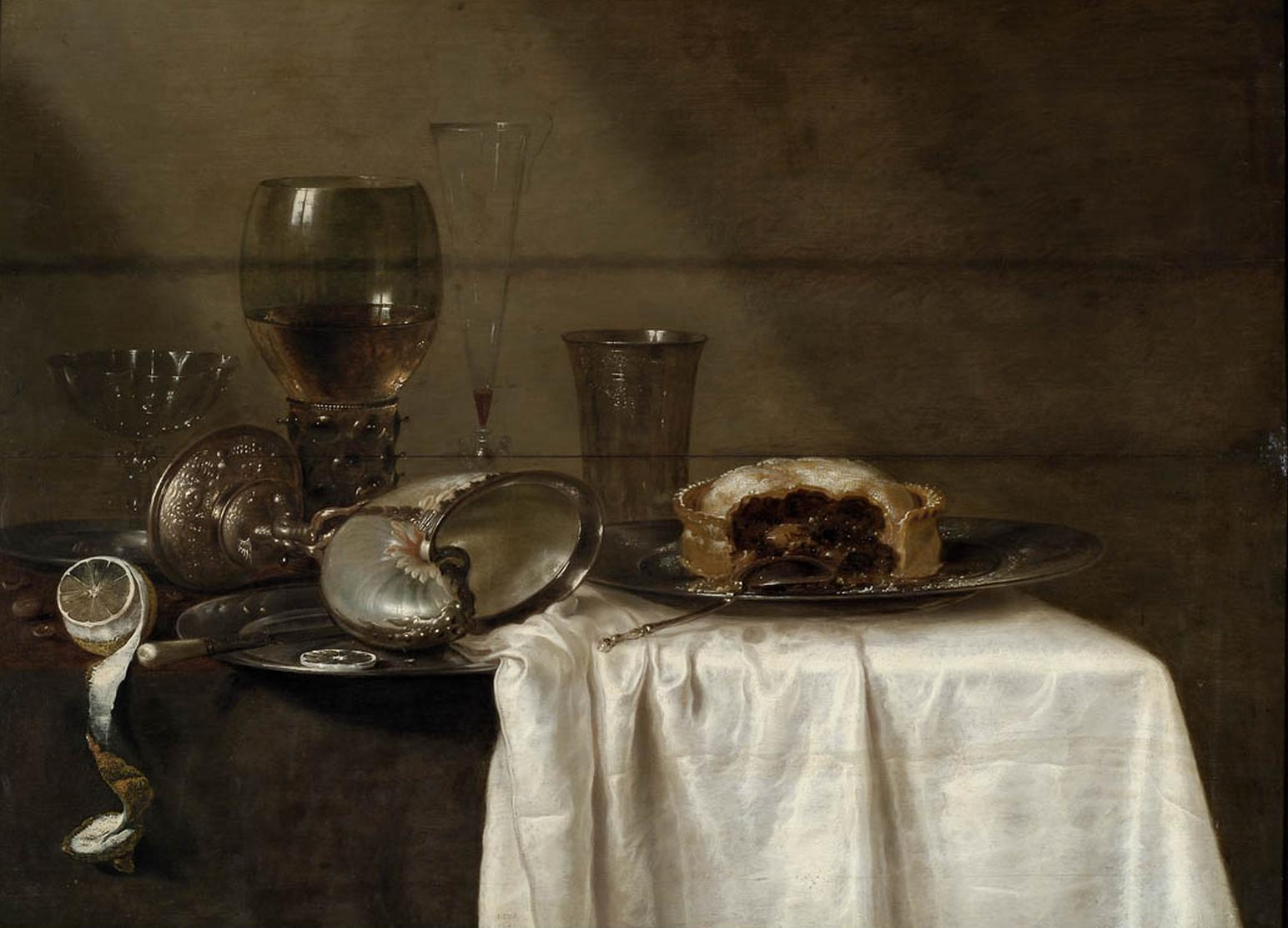
Willem Claeszoon Heda, La Tourte au cassis (vers 1641).

Jusqu'au début du XVe siècle, les tourtes devaient contenir de la viande ou du poisson. Au XVe siècle, des recettes de tourtes à la crème et aux fruits ont commencé à apparaître, souvent avec des fruits secs comme des dattes et des raisins secs (l'utilisation de fruits frais ne s'est généralisée qu'avec la chute du prix du sucre au XVIe siècle). La première tarte aux fruits est mentionnée à la fin du XVIe siècle, lorsque l'on a servi une tarte aux cerises à la reine Élisabeth Ire. La reine Élisabeth Ire recevait souvent en cadeau des tourtes aux coings ou aux poires pour le Nouvel An.

## Caractéristiques
L'enveloppe est une boîte ronde avec un couvercle, le tout fait de pâte brisée ou feuilletée, selon les spécialités et les terroirs. La tourte est cuite au four. La garniture est ainsi cuite à l'étouffée. Selon les recettes, pour permettre l'évacuation de l'excès de vapeur en cours de cuisson, le haut du couvercle est percé d'une cheminée.

### Version salée

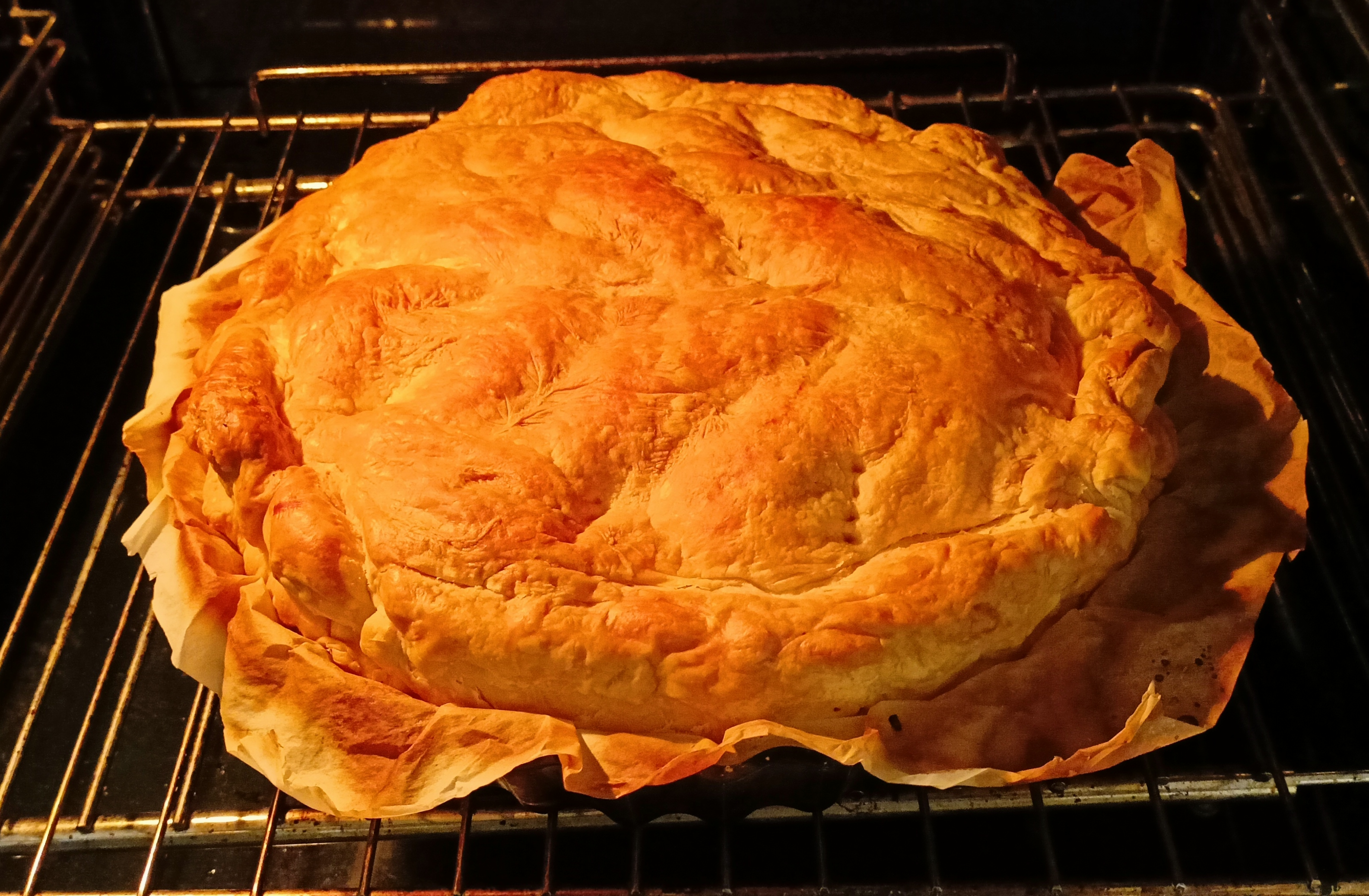
Tourte aux poireaux et lardons
fin de cuisson au four

Si la recette comporte de la viande, celle-ci peut être de porc, de veau, de bœuf, de gibier ou de volaille. Cette charcuterie pâtissière peut également être lardée, fumée, confite ou non. Elle est coupée en morceaux, hachée ou émiettée, et, en principe, accompagnée de légumes, d'ail, de persil et/ou de pommes de terre. Du poisson peut également être utilisé.

### Version sucrée
La garniture la plus répandue est composée de pommes, mais n'importe quel fruit peut être utilisé (cassis, poires, pêches, etc.).

## Tourtes notables
- Bisteux (Picardie)
- Flamiche aux poireaux (Picardie)

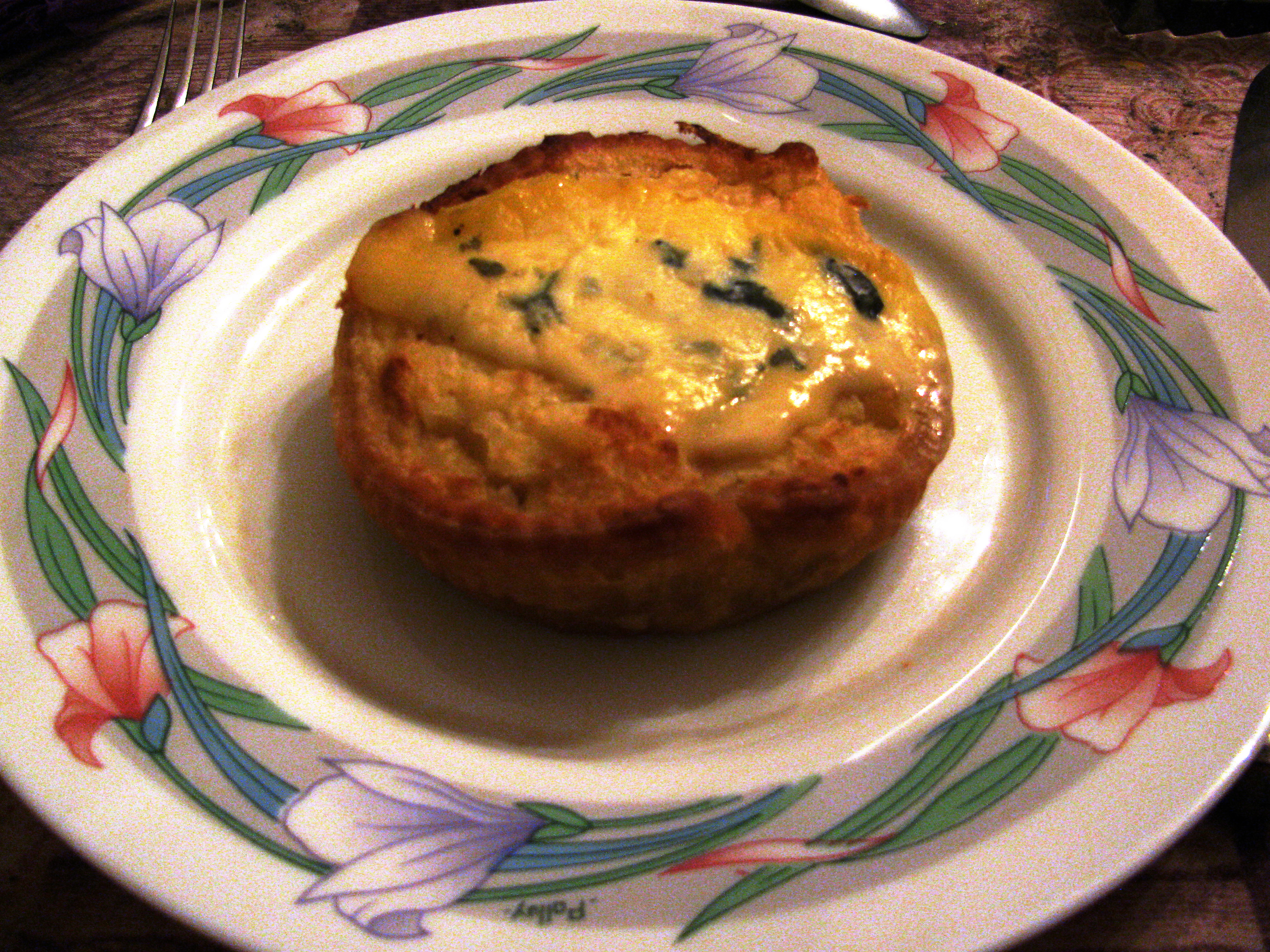
Tourte de pommes de terre à la fourme d'Ambert.

- Pâté aux pommes de terre (Limousin)
- Pirog slave
- Stargazy pie des Cornouailles
- Tourte à l'alsacienne : à l'épaule de veau
- Tourte berrichonne
- Zuger Kirschtorte (Suisse)
- Tourte lorraine : à la gorge de porc et l'épaule de veau, ou même au lapin, mélangés à une préparation à l'œuf et à la crème : la « migaine », la « meurotte » que l'on coule au milieu du pâté rond[14]
- Tourte (Suisse romande) : le terme désigne tout gâteau rond et épais, sucré ou salé, sans qu'il soit nécessairement recouvert de pâte.
- Tourtière (Limousin)
- Tourte de la vallée de Munster
- Truffiat (Berry)
- Tielle à la sétoise : une tourte aux bords bosselés au poulpe
- Tourtière du Lac-Saint-Jean, au Québec